# Julius Kleinau
Julius Albert Theodor Kleinau (* 10. März 1849 in Fermersleben; † 20. August 1907 in Charlottenburg) war ein deutscher Baumeister.

## Leben
Er erwarb das Abitur und war von 1869 bis 1870 unter dem Magdeburger Stadtbaumeister Marcks tätig. 1874 legte er die erste Hauptprüfung ab. Er arbeitete als Bauführer bei der Errichtung von Gebäuden auf dem Gelände der königlichen Lagerhäuser in der Berliner Klosterstraße. Es folgten weitere entsprechende Aufgaben in Berlin beim Staatsarchiv, beim Neubau des Ministeriums des Inneren und bei der Neuerrichtung des Schullehrerseminars in der Friedrichstraße. 1880 absolvierte er die zweite Hauptprüfung zum Baumeister. Im gleichen Jahr unternahm er eine Studienreise nach Italien, für die ihm der Minister eine Reiseprämie in Anerkennung der mit Auszeichnung bestandenen Baumeisterprüfung gewährte.
Es folgte ein zweijähriger Einsatz bei der Intendantur des VI. Armee-Korps. Am 1. September 1883 übernahm er dann die örtliche Bauleitung der von Johannes Otzen entworfenen Heilig-Kreuz-Kirche in Berlin. Anlässlich der Einweihung der Kirche am 27. Oktober 1888 erhielt er den Roten Adlerorden IV. Klasse. Es folgte kurzzeitig die Verwaltung der Bauinspektion in Wehlau, bis er 1890 die Leitung der sechsten Berliner Bauinspektion und die Oberbauleitung der Neuen Nazarethkirche übernahm. 1892 wurde er an den Bau des Berliner Doms berufen und war dort ab Juli 1892 Vorsteher der finanziell-technischen Abteilung der Dombauverwaltung. 1896 wurde er Königlicher Baurat. Er erhielt am Tag der Einweihung des Doms den Königlichen Kronen-Orden III. Klasse.